# Agrianome loriae
Agrianome loriae là một loài bọ cánh cứng trong họ Cerambycidae.